# Pseudanniceris nigrinervis
Pseudanniceris nigrinervis är en insektsart som först beskrevs av Carl Stål 1878.  Pseudanniceris nigrinervis ingår i släktet Pseudanniceris och familjen gräshoppor. Inga underarter finns listade i Catalogue of Life.